# Felicia Mutterer

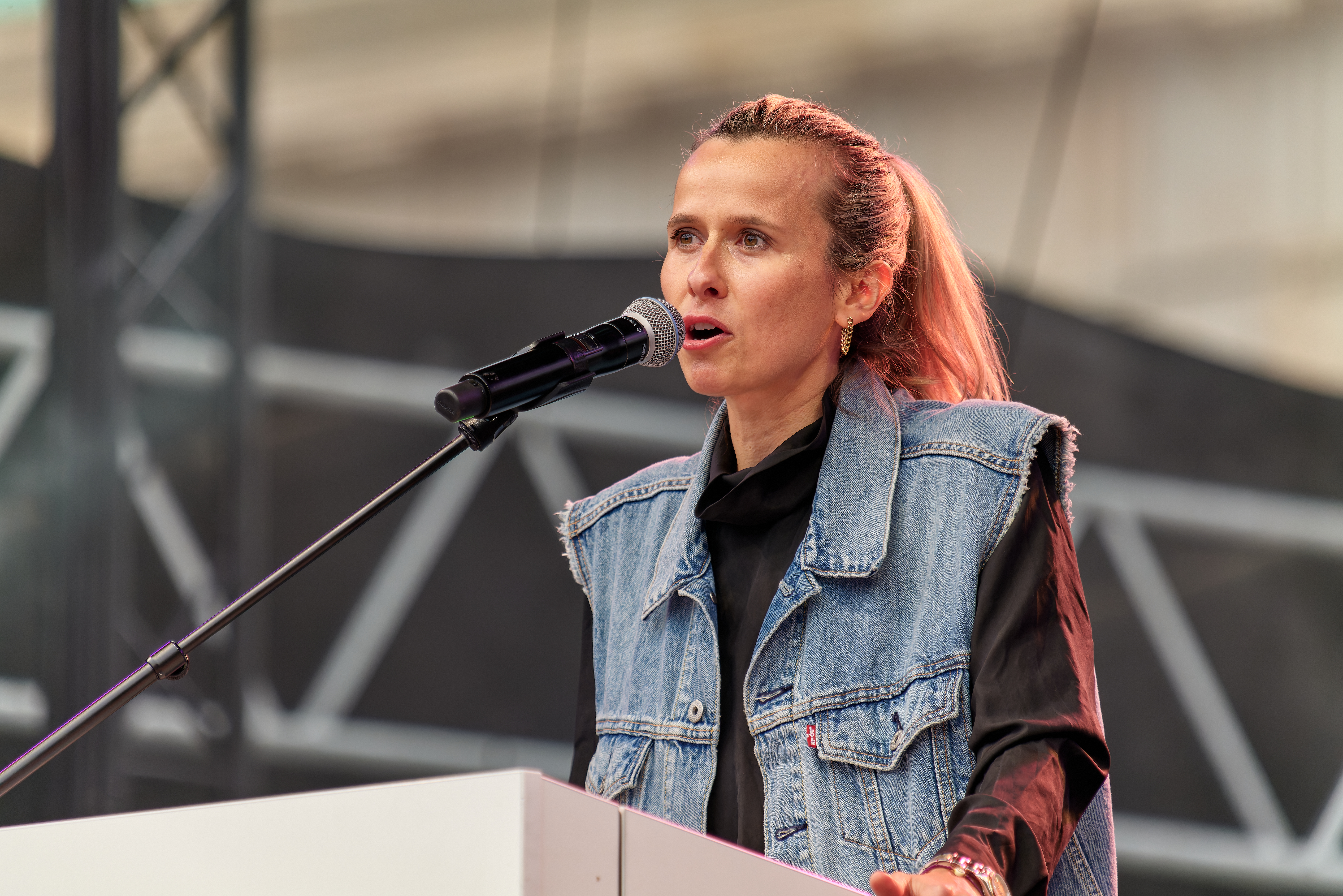
Felicia Mutterer (2024)

Felicia Mutterer (* 1979 in Freiburg im Breisgau) ist eine deutsche Journalistin, Moderatorin und Unternehmerin.

## Leben und beruflicher Werdegang
Felicia Mutterer studierte Soziologie, Politik und Medien- und Kommunikationswissenschaft an der Heinrich-Heine-Universität Düsseldorf. Bereits während des Studiums arbeitete sie als freie Journalistin bei der Badischen Zeitung und bei DASDING mit den Schwerpunktbereichen Gesellschaft und Sport. Nach dem Studium und der Moderation der DASDING Morningshow  mit Sonja Koppitz folgte beim SWR ein journalistisches Volontariat. Anschließend war Felicia Mutterer in verschiedenen Redaktionen von SWR und rbb als Autorin, Reporterin- und Moderatorin tätig. Unter anderem moderierte sie im SWR Fernsehen „Sport im Dritten“, „Sport am Samstag“, den Sportblock in den Nachrichten und bei „Kaffee oder Tee“. Nach ihrem Wechsel zum rbb arbeitete sie vor allem als Fieldreporterin in der Fußballbundesliga, moderierte den Sport bei „rbb88,8“ und „rbb inforadio“ und berichtete live von sportlichen Großevents. 2015 gründete und publizierte sie das fem-queere Printmagazin STRAIGHT, das sich mit LGBTQ+-Themen, Geschlechter- und Gesellschaftsfragen auseinandersetzte. Das Magazin sorgte international für Aufsehen, unter anderem durch den „Paparazzi Angela Merkel“-Spot und der Debatte in Deutschland rund um die „Ehe für alle“. Später wurde das Magazin als Audible Original Podcast, moderiert von Felicia Mutterer und Sonja Koppitz, weitergeführt. Zwischenzeitlich war sie auch Kolumnistin bei BILD für queeres Leben. Mutterer kommentierte zusammen mit Jörg Thadeusz die Live-Übertragung des Christopher Street Day im Internet-Stream des rbb und moderierte gemeinsam mit Jochen Schropp den Podcast Yvonne und Berner.
2018 startete sie mit Sportsidols einen der ersten Podcasts, der Frauen im Sport in den Mittelpunkt stellt und ist seit 2019 Geschäftsführerin von Achtung! Broadcast, einem Unternehmen der Achtung!-Gruppe. 2022 übernahm sie gemeinsam mit fünf weiteren Frauen, unter anderem Ariane Hingst und Verena Pausder, das Frauen-Team von FC Viktoria Berlin.
Felicia Mutterer lebt in Berlin und Köln.

## Auszeichnungen
Mutterers Arbeit wurde mehrfach ausgezeichnet. Ihr Magazin STRAIGHT erhielt verschiedene Preise und sorgte für eine breite gesellschaftliche Diskussion über LGBTQ+-Themen, wie beispielsweise die „Ehe für alle“ und Gleichberechtigung.
- 2024 Soul of Stonewall, Kategorie Sport[13] des CSD Berlin e.V.
- 2023 Top 100 Women for Diversity[14] von Beyond Gender Agenda.
- 2016 Kultur- und Kreativpilot[15] durch die Bundesregierung Deutschland.
- 2016 Mentee of Div-A – Diversity Accelerator[16] durch Council of Europe.